# Fritillaria byfieldii
Fritillaria byfieldii là một loài thực vật có hoa trong họ Liliaceae. Loài này được Özhatay & Rix mô tả khoa học đầu tiên năm 2000.